# Pilosocereus floccosus
Pilosocereus floccosus Byles & G.D.Rowley es una especie de planta fanerógama de la familia Cactaceae. 

## Distribución
Es endémica de Minas Gerais en Brasil.  Es una especie rara en la vida silvestre. Está tratada en peligro de extinción por pérdida de hábitat.

## Descripción
Pilosocereus floccosus es una planta arbustiva o de estructura arbórea, a veces ramificada por encima de la base y que alcanza un tamaño de 1-5 metros de altura. Los tallos son gris-verdoso, verticales y tienen diámetros de 5-11 centímetros. Tiene 4 a 8 costillas disponibles. Las espinas son inicialmente de color marrón amarillento o rojizo y canosas después. Las  3-6 espinas centrales son ascendentes de 0,8 a 2,5 centímetros (raramente a 5 centímetros) de largo. Las 5 a 16 espinas radiales son de 2 a 25 milímetros de largo. Las flores son de amplia apertura de 4 a 5 centímetros de largo y alcanzan un diámetro de hasta 3 centímetros. Los frutos son esféricos o comprimidos lateralmente deprimidos que tienen un diámetro de 3 a 5 centímetros y contienen una pulpa de color rojo brillante.

## Taxonomía
Pilosocereus floccosus fue descrita por (Backeb. & Voll) Byles & G.D.Rowley y publicado en Cactus and Succulent Journal of Great Britain 19(3): 67. 1957.
Etimología
Pilosocereus: nombre genérico que deriva de la  palabra  griega:
pilosus que significa "peludo" y Cereus un género de las cactáceas, en referencia a que es un Cereus peludo.
floccosus: epíteto latíno que significa "lanoso"
Sinonimia
- Pseudopilocereus floccosus
- Pilosocereus quadricostatus
- Pseudopilocereus quadricostatus